# تاباكولو أحادي اللون
تاباكولو أحادي اللون (الاسم العلمي: Scytalopus unicolor) (بالإنجليزية: Unicoloured Tapaculo)‏ هو نوع من الطيور يتبع جنس التاباكولو من فصيلة التاباكولات.